# Ранхель, Эльгабри
Эльгабри Рикардо Ранхель Эсписьяо (исп. Elgabry Ricardo Rangel Especiano; 3 апреля 1982, Туспан, Мексика) — мексиканский футболист, полузащитник известный по выступлениям за клубы «Сантос Лагуна» и «Эстудиантес Текос».

## Клубная карьера
Ранхель — воспитанник клуба «Сантос Лагуна». 25 августа 2002 года в матче против столичной «Америки» он дебютировал в мексиканской Примере. Во втором сезоне Эльгабри завоевал место в основе команды. 18 апреля 2004 года в поединке против «Пачуки» он забил свой первый гол за «Сантос». В том же году Ранхель помог клубу выиграть ИнтерЛигу и попасть в Кубок Либертадорес. Летом 2007 года Эльгабри перешёл в «Эстудиантес Текос». В 2012 году команда вылетела в Лигу Ассенсо, а Ранхель на правах аренды перешёл в «Чьяпас». 21 июля в матче против УАНЛ Тигрес он дебютировал за «ягуаров». Летом 2013 года Эльгабри вернулся в «Текос» и помог команду вернуться в элиту.
Летом 2014 года Ранхель перешёл в «Минерос де Сакатекас». 19 июля в матче против «Коррекаминос» он дебютировал за новый клуб.

## Достижения
«Сантос Лагуна»
- Победитель ИнтерЛиги — 2004